# ザ・コップ
『ザ・コップ』（原題：Cop）は、1988年制作のアメリカ合衆国のサスペンス・スリラー映画。ジェイムズ・エルロイによるロサンゼルス市警察刑事ロイド・ホプキンス・シリーズ第1作の小説『血まみれの月』（Blood on the Moon、1984年）の映画化作品である。

## あらすじ
ロサンゼルス市警察の刑事ロイド・ホプキンスは、密告電話をもとにあるアパートで女性の惨殺死体を発見する。現場に残されていた詩集を手がかりに捜査を進めると、過去15年間に起きた未解決の連続女性殺人事件との関連性が浮かび上がってくる。
その詩集の作者キャスリン・マッカーシーを訪ねたホプキンスは、彼女の身に過去に起きたある忌わしい事件から犯人と思しき人物に目星を付けるが、強引な捜査手法に加えて、重要な証人を誤射で殺してしまい、さらに自分とある娼婦との情事の写真が署長のもとに送られてきたことから、停職処分となってしまう。
しかし、ホプキンスはそれを振り切って単身この事件に食らいつき、ついに犯人と対峙する。

## キャスト
| 役名                     | 俳優                       | 日本語吹替                                                       |
| 役名                     | 俳優                       | テレビ朝日版                                                     |
| ------------------------ | -------------------------- | ---------------------------------------------------------------- |
| ロイド・ホプキンス       | ジェームズ・ウッズ         | 野沢那智                                                         |
| キャスリン・マッカーシー | レスリー・アン・ウォーレン | 横尾まり                                                         |
| ダッチ・ペルツ           | チャールズ・ダーニング     | 大平透                                                           |
| ヘインズ                 | チャールズ・ヘイド         | 飯塚昭三                                                         |
| ギャフニー署長           | レイモンド・J・バリー      | 家弓家正                                                         |
| ジョーニー               | ランディ・ブルックス       | 小宮和枝                                                         |
| ロバート・フランコ       | スティーヴン・ランバート   | 若本規夫                                                         |
| バードマン               | デニス・スチュワート       | 大塚芳忠                                                         |
| ギブス                   | クリストファー・ウィン     | 山口健                                                           |
| その他                   |                            | 榊原良子 さとうあい 二又一成 山田栄子 中田和宏 滝沢ロコ 広瀬正志 |
|                          |                            |                                                                  |
| 演出                     |                            | 左近允洋                                                         |
| 翻訳                     |                            | 宇津木道子                                                       |
| 調整                     |                            | 飯塚秀保                                                         |
| 効果                     |                            | PAG 東上別府精                                                   |
| プロデューサー           |                            | 猪谷敬二                                                         |
| 解説                     |                            | 淀川長治                                                         |
| 制作                     |                            | グロービジョン                                                   |
| 初回放送                 |                            | 1989年11月19日 『日曜洋画劇場』                                  |